# Mníšecký tunel
Mníšecký tunel (starším názvem Hemrišský tunel) je 529 metrů dlouhý železniční tunel pod Oldřichovským sedlem na železniční trati číslo 037, která spojuje Liberec s polským Zawidówem. Stavba se nachází v traťových kilometrech 175,412 až 175,941, v úseku mezi zastávkou Oldřichov v Hájích a stanicí Raspenava. Projektanti tunel sice dimenzovali pro dvoukolejnou trať, avšak realizován byl pouze jednokolejně.

## Popis tunelu
Na liberecké straně je čelní zeď a krajní pás tunelu obložen kamenným kvádrovým zdivem. Nad masivním portálovým věncem se nachází letopočet 1949 odkazující na rok přestavby tohoto portálu. Vlevo od portálu je do skály vsazena malá tabulka připomínající dělníka Pietra Pojera, jenž v prosinci roku 1873 tragicky zahynul při ražbě tunelu.

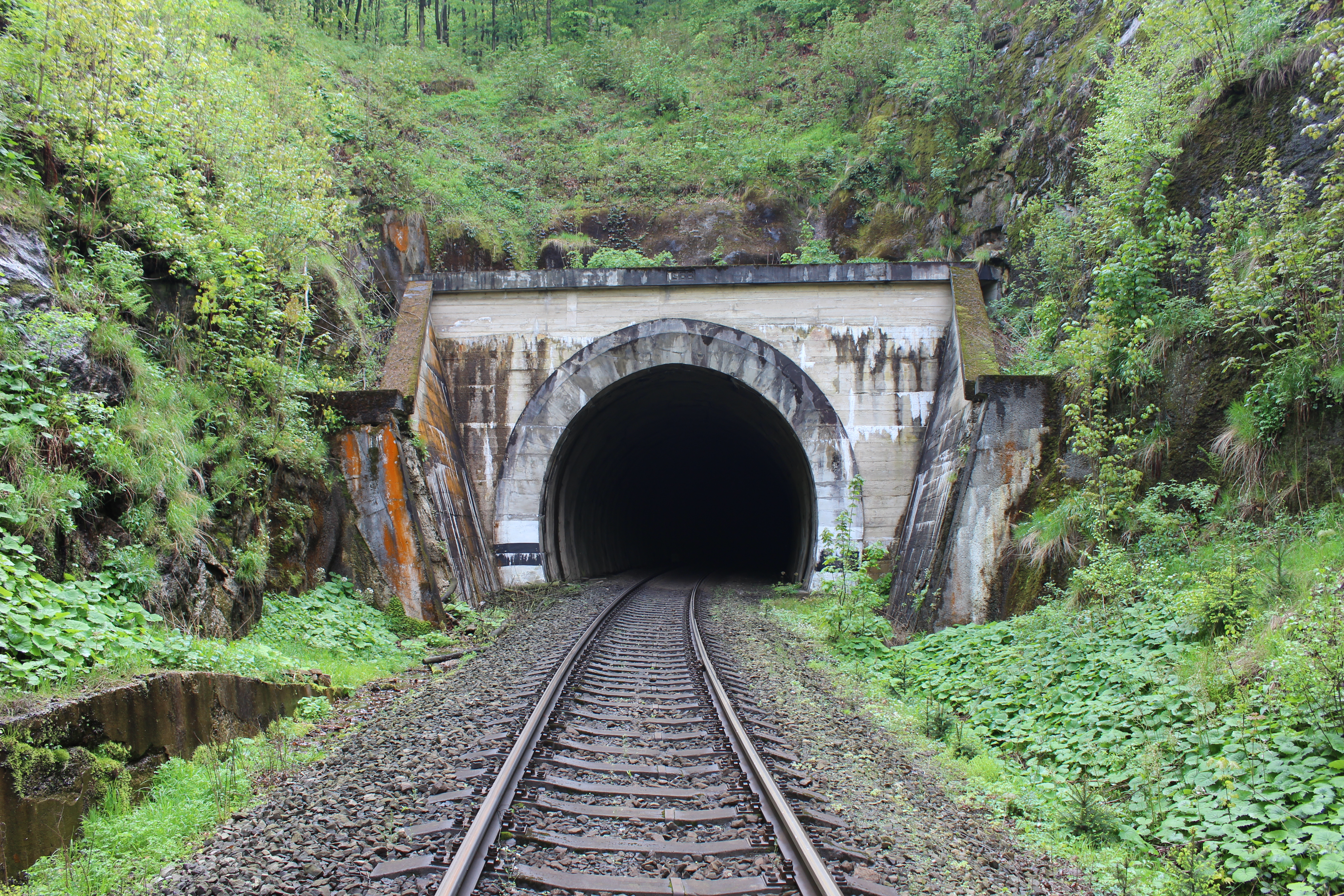
Raspenavský portál tunelu

Portál na opačné straně tunelu je včetně věnce a rovnoběžných křídel vybetonován. Nad čelní zdí se nachází datace 1988, kdy došlo k rekonstrukci tohoto raspenavského portálu.
Vlastní tunelová trouba je po celé své délce pokryta stříkaným betonem. Uvnitř tunelu se objevují potíže s podzemní vodou.